# Breakdown (jeu vidéo)
Pour les articles homonymes, voir Breakdown.
Breakdown (ブレイクダウン) est un jeu vidéo d'action-aventure en vision subjective, publié par Namco en 2004 sur console Xbox. Le jeu est accueilli d'une manière mitigée, les ventes ayant été médiocres, et le jeu critiqué pour sa mécanique de gameplay erronée. Malgré ses défauts, le jeu est salué pour son utilisation de la perspective à la première personne dans son scénario.

## Système de jeu
Breakdown est un jeu de tir à la première personne intégrant des éléments de combat, et fait usage du verrouillage automatique des cibles ennemies. Le point de vue est toujours celui du joueur, et l'interaction avec les objets est réaliste : les munitions sont captées lorsque le joueur regarde vers le bas, les portes s'ouvrent en saisissant la poignée, les cartes-clés sont utilisées en les glissant dans un scanner, et le joueur peut grimper des échelles en utilisant ses bras. La santé et l'énergie sont réapprovisionnées lorsque le joueur consomme des barres d'énergie, des hamburgers, ou des sodas.

## Synopsis
Attention, les paragraphes suivants révèlent tous les détails de l'intrigue.
L'espoir est un rêve éveillé (Platon).
Lorsque le jeu commence, notre héros, Derrick Cole, se réveille amnésique dans un complexe inconnu situé sur une presqu'île. Le personnel médical qui l'a réveillé est rapidement éliminé par des soldats. Derrick est sauvé in extremis par une femme surgie de nulle part, Alex Hendrickson, qui semble le connaître et en savoir long sur l'endroit où ils se trouvent. Elle l'aide à s'enfuir. Son but est d'amener Derrick au professeur Glen Ogawa, un scientifique qui travaille dans ce même centre de recherches.
Alors qu'ils se frayent un chemin en évitant les soldats, Derrick présente d'étranges signes lumineux sur un bras et a des hallucinations. Peu après, lui et Alex découvrent que des créatures humanoïdes, les T'lan, s'en prennent aux soldats et "nettoient" les lieux. Les T'lan rencontrés ont un bouclier qui résiste aux balles et font preuve d'une force colossale. Alex se retrouvent bloquée et Derrick poursuit seul quelque temps. Il fait de nouvelles hallucinations. Alors que nos héros se retrouvent, Derrick développe un pouvoir pour briser le bouclier des T'lan, ce qui lui permet de les affronter au corps à corps. Il peut aussi se protéger des balles des soldats qui cherchent à le tuer. 
Après avoir échappé à Solus, un T'lan très puissant qu'ils ne peuvent affronter, Derrick et Alex rejoignent Glen Ogawa. Le scientifique explique que le centre de recherche a été créé pour étudier un site préhistorique non-humain, le site Zéro, d'où proviennent les T'lan. Au cœur du site se trouve le Nexus, sorte de système nerveux central qui contrôle les T'lan et dont Solus est l'avatar. Glen effectue une injection de sérum T'langen à Derrick pour améliorer ses pouvoirs (il trouve Alex bien renseignée mais ne la connait pas). Derrick et Alex rencontrent également Stefania Wojinski, une chercheuse polonaise qui travaille sur un projet de reconstitution de la mémoire. Elle aimerait aider Derrick mais son projet Memscan a été annulé et elle ne peut rien pour eux.
Alex et Derrick se rendent au site 4, proche du site Zéro, et affrontent d'autres sortes de T'lan. Séparé d'Alex, Derrick croise Gianni De Luca, soldat d'élite dont les hommes sont armés de lasers contre les T'lan et qui cherche à détruire le nexus. Derrick retrouve Alex et ils entrent dans le site Zéro, une grotte artificielle gigantesque et infestée de T'lan, et dont le soleil artificiel cache le Nexus. Ils traversent le site mais Alex est enlevée par Solus. Puis, lorsque Derrick atteint l'entrée sous le Nexus, il voit Stefania se faire tuer après avoir remis un disque aux soldats ennemis.
Seul, Derrick découvre le cœur du site Zéro : le Silo, une ruche à T'lan. Ces guerriers y sont produits en masse et placés dans des fusées pour être disséminés sur le globe. Derrick retrouve Gianni mourant : son unité s'est fait massacrer par les T'lan et ne peut plus désamorcer l'allumage des fusées. Derrick se rapproche du Nexus. Il libère Alex d'une prison (la jeune femme est très affaiblie). Solus combat Derrick et va le tuer mais Alex s'interpose. Avant de mourir, Alex avertit Derrick que sa mission ne fait que commencer, qu'il doit sauver l'humanité. Solus s'apprête à achever Derrick lorsqu'une charge nucléaire, envoyée par les soldats, explose dans le site Zéro...
Derrick se réveille alors dans le tout premier endroit dont il se souvient, la salle du Projet Beta. Il se trouve dans le Memscan, la machine de Stefania : elle l'a aidé à reconstituer sa mémoire, perdue après le Projet Alpha et bloquée après son face-à-face avec Solus. Les derniers évènements se sont bien réellement produits, mais quinze ans plus tôt ! La charge nucléaire a réagi avec le bouclier de Solus et l'a projeté dans le futur. Quant aux hallucinations, elles ont été créées par la machine pour remplacer des souvenirs perdus, afin de faire le lien entre les autres.
Derrick découvre un monde ravagé : les fusées ont permis aux T'lan de se répartir sur la Terre entière et de tuer presque toute l'humanité.Glen Ogawa lui a laissé des messages enregistrés pour expliquer les événements. Ainsi, Derrick est condamné à regagner bientôt son époque, à cause de l'effet pendulum (effet du pendule). Cherchant à retrouver le professeur, Derrick rencontre Alex (elle ne le connaît pas et découvre les pouvoirs qu'il a développés). Ils traversent le centre et rejoignent le professeur. Glen retrouve l'espoir en voyant que Derrick a retrouvé la mémoire. Il a eu tout le temps pour purifier le sérum T'langen, ce qui permet à Derrick de devenir beaucoup plus puissant. Derrick est alors projeté dans le passé. Décidée à l'aider même au prix de sa vie, Alex part avec lui mais se retrouve séparée (elle va apparaître dans la chambre du complexe médical, au tout début de l'histoire).
Derrick se retrouve à nouveau dans le site Zéro, lorsque Solus enlève Alex. Cette fois, Derrick est beaucoup plus fort, ce qui lui permet de traverser le site plus vite, d'empêcher la mort de Stefania, puis celle de Gianni. Par contre, il ne peut annuler le lancement des fusées. Au-dessus du Silo, Derrick retrouve Alex prisonnière et vainc Solus. Le Nexus crée alors un ascenseur pour guider Derrick en son centre...
Derrick se réveille privé de ses pouvoirs dans la salle de repos du centre médical, comme au tout début. Ce n'est pas la réalité : les médecins sont morts, le décor est devenu macabre. C'est le Nexus qui s'adresse à lui et altère ses perceptions. Après un rapide parcours d'entraînement, Derrick récupère ses pouvoirs, identifie la source des illusions et détruit le Nexus.
Alors que le cœur du site Zéro commence à s'effondrer, Derrick tombe sur Alex. Les T'lan sont pétrifiés et se désintègrent sur la planète entière. Nos héros s'enfuient en jeep et sortent du site alors que celui-ci s'enfonce dans les flots. Ils sont sauvés de justesse par un hélicoptère et retrouvent Glen, Gianni et Stefania. Le site Zéro et le complexe disparaissent dans la mer et Glen félicite Derrick.
Alex remet en question l'avenir : puisqu'elle existe encore, c'est donc que l'avenir s'est divisé en deux trames temporelles. Dans la première, celle-ci, l'humanité est sauve (Derrick a détruit Nexus et les T'lan) ; dans la seconde, dont vient la jeune femme, l'humanité est moribonde à cause des T'lan (Derrick a été projeté dans le passé et le Nexus a survécu). Alors que l'effet pendulum commence à ramener Alex vers l'avenir, elle saute de l'hélicoptère pour être la seule à partir. 
Derrick a alors un choix : rester dans son époque (Alex mourra dans sa trame temporelle) ou l'accompagner (ils partent ensemble pour détruire le Nexus et sauver les derniers humains). 

## Personnages
- Derrick Cole : ancien soldat et combattant au corps à corps, il est le seul survivant des cobayes du Projet Alpha (des soldats ayant reçu de fortes doses de T'langen en intraveineuse). De ce fait, il est capable de lutter contre les T'Lan.
- Alex Hendrickson : femme déterminée, très agile, qui excelle au couteau. Elle fait partie du Projet Beta.
- Glen Ogawa : professeur en médecine d'origines japonaise et américaine, spécialisés en recherches biologiques en Australie, il a été banni de la communauté médicale après avoir créé un clone humain. Il est maintenant impliqué dans un projet classé secret. Glen a mené des expériences en transformant des soldats en super-soldats : le projet Alpha.
- Stefania Wojinski : chercheuse polonaise et neurologue spécialiste de la mémoire, dont le projet a été annulé.
- Gianni De Luca : marine et premier lieutenant italo-américain, il dirige une unité d'élite spécialisée dans les missions top-secrètes. Doté d'un franc parler, il garde son sang-froid même dans les pires situations. Bien que Gianni soit déployé par l'armée à la recherche de Derrick, Gianni répond à une autorité supérieure, et est chargé d'une mission secrète pour atteindre Nexus, et empêcher le lancement des fusées T'lan.
- Solus : puissant chef des T'lan, et avatar de Nexus.

## Accueil
David Chen, rédacteur au magazine XBN, attribue à Breakdown une note de 9 sur 10, expliquant que « les hardcore gamers... trouveront que Breakdown souffre d'un peu trop de défauts de conception », mais il salué le jeu « en dépit de toutes... ses lacunes, Breakdown est un jeu irrésistible et énormément satisfaisant. » Hillary Goldstein d'IGN note le jeu à 6,7 sur 10, critiquant les graphismes ennuyeux et la jouabilité bancale, mais vantant la qualité de son doublage et la profondeur du scénario.
En 2009, GamesRadar+ l'inclut dans sa liste des jeux « à fort potentiel de franchise inexploité » : Breakdown se popularise grâce à son originalité (des combats au corps à corps en vue à la première personne), et à son intrigue étrange (voyage dans le temps et super-soldats extraterrestres). Official Xbox Magazine regrette qu'après quatre jeux dans l'univers Halo, aucune franchise ne soit prévue pour Breakdown.
Le site français Jeuxvideo.com lui attribue une note générale de 15 sur 20 expliquant « On attendait beaucoup du premier First Person Fighter de l'histoire du jeu vidéo, alors on est forcément un peu déçu quand on constate que le résultat n'est pas aussi révolutionnaire que ce qu'on attendait. Même s'il n'est pas exempt de défauts, Breakdown propose tout de même une expérience encore unique sur consoles, et profite d'une vraie mise en scène et d'une immersion suffisamment efficace pour mériter l'intérêt des possesseurs de Xbox. »